# Mujtaba Faiz
Mujtaba Faiz (* 21. November 1989 in Kabul) ist ein ehemaliger afghanischer Fußballspieler und heutiger -trainer. Er ist Cheftrainer der afghanischen U-23-Nationalmannschaft sowie der Assistenztrainer des afghanischen Erstligisten Shaheen Asmayee.

## Spielerkarriere

### Vereinskarriere
Faiz begann seine Karriere beim Feruzi FC in der damaligen Afghanistan Premier League (heute: Kabul Premier League). Zur ersten Saison der landesweiten Afghan Premier League heuerte er bei Shaheen Asmayee an. In seiner ersten Saison kam er zu drei Einsätzen und konnte ein Tor erzielen, schied dennoch mit der Mannschaft in der Vorrunde aus. Zudem unterlief Faiz im Spiel gegen De Spinghar Bazan (0:1) das erste Eigentor in der APL-Geschichte, als sein Rettungsversuch in der 54. Minute vor dem Strafraum im eigenen Tor landete.
Dennoch weckte er das Interesse anderer ausländischer Vereine, und so wechselte er zur Saison 2012/13 zu Air India FC in die I-League. Er wurde somit nach Zohib Islam Amiri und noch vor Belal Arezou der zweite afghanische Spieler, der in die indische Liga wechselte. Jedoch kam der Abwehrspieler nicht zum Einsatz, und sein Verein stieg am Ende der Saison als Vorletzter ab. Zur Saison 2013 wechselte Faiz daher wieder zurück in die Afghan Premier League zu Shaheen Asmayee. Bis 2015 wurde er zweimal Meister sowie einmal Vizemeister. Die Finalniederlage gegen De Spinghar Bazan (3:4 n. E.) am 2. Oktober 2015 war gleichzeitig sein letztes Spiel als Aktiver; Faiz gab danach sein Karriereende bekannt. 

### Nationalmannschaft
Der Abwehrspieler debütierte in der afghanischen Nationalmannschaft am 17. November 2010 bei der 0:1-Niederlage gegen Tadschikistan. Er nahm mit dem Nationalteam an den Südasienmeisterschaften 2011 und 2013 teil; 2013 wurde man nach dem 2:0-Sieg gegen Indien im Finale Südasienmeister. Zudem nahm Faiz am AFC Challenge Cup 2014 teil, wo man Vierter wurde. Sein letztes Spiel für die Nationalmannschaft absolvierte er am 6. Februar 2015 bei der 1:2-Niederlage gegen Pakistan. 

## Trainerkarriere
Ab der Saison 2016 assistierte Faiz dem Cheftrainer Boir Igamberdiev bei seinem ehemaligen Verein Shaheen Asmayee. Seit 2018 ist er Cheftrainer der U-23-Nationalmannschaft seines Landes. Faiz betreute die Mannschaft während der Qualifikation zur U-23-Asienmeisterschaft, bei der die Qualifikation nicht gelang.

## Erfolge

### Als Spieler
Nationalmannschaft
- Südasienmeister: 2013
  - Zweiter: 2011

Shaheen Asmayee
- Afghanischer Meister: 2013, 2014
  - Vizemeister: 2015

### Als Trainer
Shaheen Asmayee
- Afghanischer Meister: 2016